# Guchengosuchus
Guchengosuchus is een geslacht van uitgestorven erythrosuchide archosauriformen uit het Vroeg-Trias van China. Het is bekend van het enkele holotype skelet IVPP V 8808, beschreven in 1991 uit de lagere Ermaying-formatie in Shanxi. De lagere Ermaying-formatie dateert uit het Olenekien van het Vroeg-Trias, waardoor Guchengosuchus een van de vroegste archosauriformen is. IVPP V 8808 is een niet in verband liggend skelet met een gedeeltelijke schedel, onderkaak, twaalf wervels, een rechterschouderblad en botten van beide voorpoten. Net als sommige andere erythrosuchiden heeft Guchengosuchus een lange schedel met een inkeping tussen de premaxilla en maxilla botten van de bovenkaak. De ribben van Guchengosuchus hebben elk drie koppen, een kenmerk dat ook te zien is bij de Russische erythrosuchide Vjushkovia. Toen het voor het eerst werd beschreven, werd Guchengosuchus geplaatst in de onderorde Proterosuchia, een groep die de families Erythrosuchidae, Proterosuchidae en Proterochampsidae omvatte en waarvan werd gedacht dat het nauw verwant was aan een basale groep reptielen genaamd Eosuchia. Proterosuchia wordt nu beschouwd als een parafyletische verzameling van basale archosauriformen die een reeks opeenvolgende takken van stamgroeparchosauriërs vertegenwoordigen.